# Чечётин, Олег Александрович
Олег Александрович Чечётин (25 апреля 1949, Ижевск, СССР) — советский футболист, вратарь.

## Карьера
Воспитанник группы подготовки клуба «Зенит» Ижевск. За свою карьеру выступал в советских командах «Зенит» Ижевск, «Спартак» Москва, «Пахтакор» Ташкент и «Звезда» Джизак.
За «Спартак» провёл один матч 7 июня 1976 года, заменив на 89 минуте Виктора Владющенкова в домашней игре чемпионата СССР с одесским «Черноморцем», матч завершился победой москвичей 4:1.
После завершении карьеры игрока занимался тренерской деятельностью. С мая 2004 года по август 2005 года тренер СДЮШОР «Спартак» Москва.